# Odcinek (botanika)

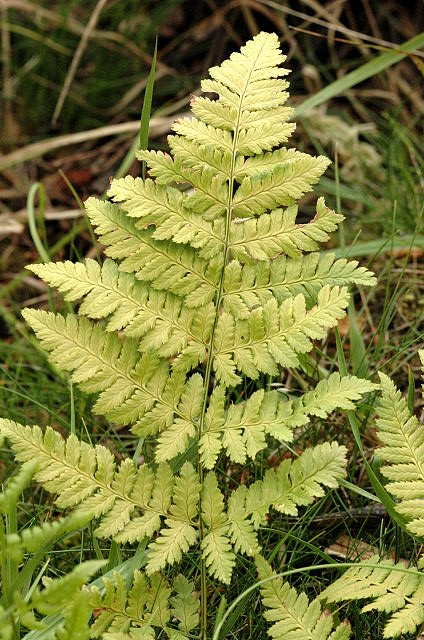
Liczne, jajowate odcinki tworzą rozpostarte na boki listki osadzone na pionowej osadce (liść nerecznicy krótkoostnej)

Odcinek (ang. pinnule) – najmniejszy, końcowy fragment liścia podwójnie złożonego. Odcinki łączą się w listki osadzone na osadce.